# آغچه قشلاق علیا (کوثر)
آغچه قشلاق علیا یک منطقهٔ مسکونی در ایران است که در دهستان سنجبد شمالی واقع شده‌است. براساس سرشماری مرکز آمار ایران در سال ۱۳۹۵، آغچه قشلاق علیا ۳۳ نفر جمعیت دارد.